# Camponotus opaciceps
Camponotus opaciceps é uma espécie de inseto do gênero Camponotus, pertencente à família Formicidae.